# Dragojla Jarnević
Dragojla Jarnević, född 1812, död 1875, var en kroatisk poet och feminist. 
Hon var en del av illyrismens rörelse och som en av feminismens första röster i Kroatien. 